# Michael Duca
Michael Gerard Duca, né le 5 juin 1952 à Dallas, est un évêque catholique américain, évêque de Baton Rouge depuis 2018. Sa devise est Spera in Domino.

## Biographie
Michael Duca suit ses études primaires et secondaires à Dallas où il est diplômé en 1970 de la Bishop Lynch High School. Il entre ensuite au Holy Trinity Seminary (1970-1978), et reçoit un bachelor's degree en psychologie et un master of divinity en théologie de l'université de Dallas.

### Prêtre
Michael Duca est ordonné prêtre le 29 avril 1978 à Dallas et devient vicaire de la paroisse de Tous-les-Saints de Dallas (1978-1981), puis de la paroisse Saint-Patrick de Dallas (1981-1984) et enfin de la paroisse Saint-Luc d'Irving (1984-1985). Il poursuit ses études à Rome à l'Université pontificale Saint-Thomas-d'Aquin (Angelicum) en droit canon (1994-1996). Il sert ensuite comme directeur des vocations pour le diocèse de Dallas, et comme aumônier des étudiants à la Southern Methodist University de Dallas de 1985 à 1993. Ensuite, il est recteur du Holy Trinity Seminary (1996-2008).

### Évêque de Shreveport
Michael Duca est nommé évêque de Shreveport par Benoît XVI, le 1er avril 2008 et consacré le 19 mai suivant au Shreveport Convention Center, devant une assistance de 3 000 fidèles, par Mgr Alfred Clifton Hughes, archevêque de La Nouvelle-Orléans.
Mgr Duca participe régulièrement à l'émission télévisée American Religious Townhall. Il préside les cérémonies du vingt-cinquième anniversaire du diocèse de Shreveport le 11 juin 2011 au Shreveport Convention Center.

### Évêque de Baton Rouge
Mgr Duca est nommé par le pape François évêque de Baton Rouge, succédant à Mgr Robert Muench. Il est installé à la cathédrale Saint-Joseph de Baton Rouge le 24 août 2018.